# 東京夜未眠
《東京夜未眠》系列（日语：東京ナイトアウト）是日本小說家川原つばさ的系列作品。分為《東京夜未眠》四冊、《東京夜未眠番外篇》兩冊、《東京夜未眠番外篇~吻我寶貝》三冊，共九冊。日本由角川ルビー文庫發行，台灣版已絕版。